# Taumatyna

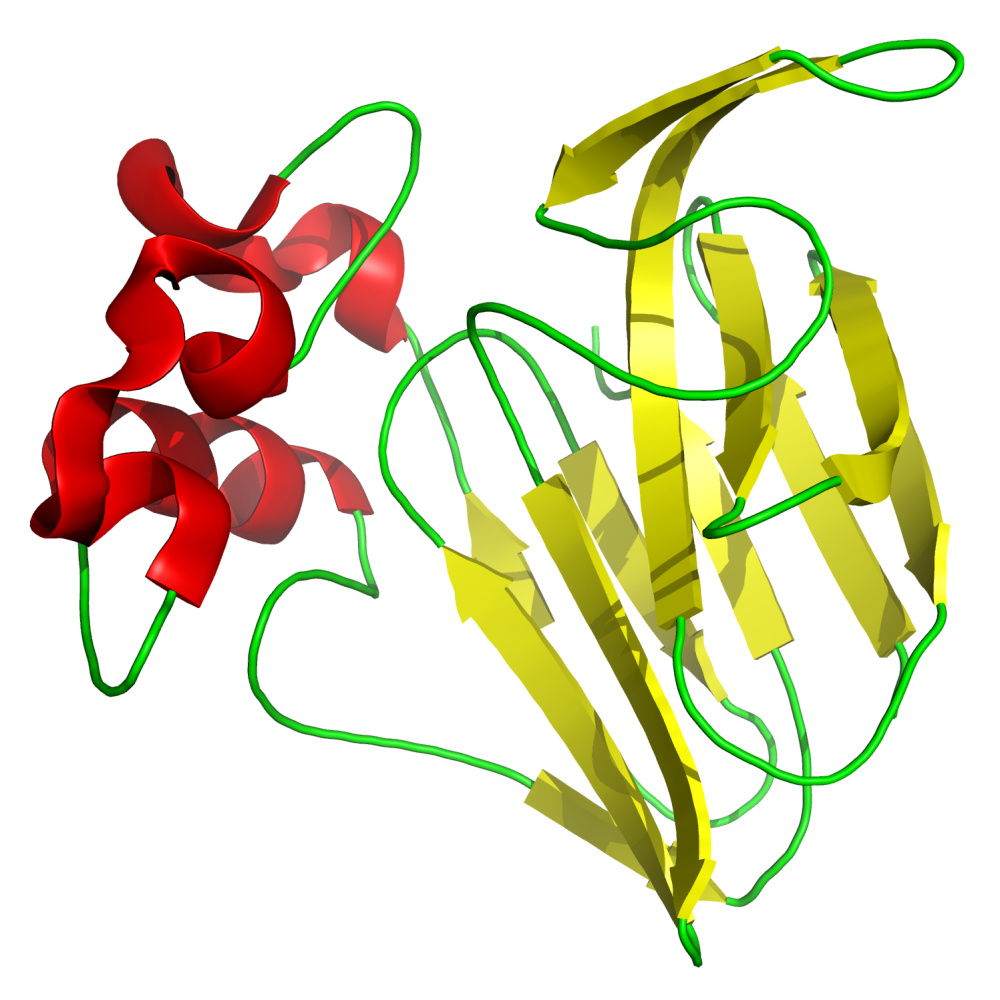
Wstążkowy model cząsteczki taumatyny, forma I

Taumatyna – słodkie białko obecne w owocach rośliny Thaumatococcus daniellii, odkrytej przez brytyjskiego lekarza wojskowego W.F. Daniella w 1840 roku w Afryce Zachodniej. W 1972 roku białko zostało wyizolowane.

## Budowa i właściwości białka
Taumatyna jest monomerycznym białkiem o masie 22 kDa. Znanych jest pięć izoform taumatyny, z których najobficiej występują formy I i II. Stanowią one pojedyncze łańcuchy polipeptydowe zbudowane z 207 reszt aminokwasów, które różnią się między sobą jedynie pięcioma aminokwasami W składzie aminokwasowym taumatyny nie występuje histydyna.

## Taumatyna w przemyśle spożywczym
Taumatynę stosuje się jako środek słodzący do podnoszenia walorów smakowych różnych produktów spożywczych, a także do maskowania goryczy oraz potęgowania niektórych smaków, na przykład mięty. Jest dopuszczona do spożycia w wielu krajach Europy oraz w Stanach Zjednoczonych, Kanadzie, Japonii, Nowej Zelandii, Wietnamie, Australii i innych.
W styczniu 1998 roku wyrażono zgodę na wprowadzenie taumatyny do obrotu w Polsce i stosowanie w produkcji niektórych wyrobów spożywczych (po uzyskaniu zgody Głównego Inspektora Sanitarnego). Znajduje się ona (pod nr 3732) na liście GRAS (generally recognized as safe) amerykańskiej Agencji Żywności i Leków i uważana jest za substancję bezpieczną dla zdrowia, niewymagającą ograniczania. Na liście chemicznych dodatków do żywności figuruje pod numerem E957.
Ze względu na naturalne pochodzenie jest unikatowa wśród stosowanych w przemyśle spożywczym substancji intensywnie słodzących. Od dawna jest stosowana w Japonii w charakterze środka słodzącego – używano jej na przykład do złagodzenia kwaśnego smaku wina palmowego i napojów owocowych.
Dla celów przemysłu spożywczego taumatyna produkowana jest przez bakterie zmodyfikowane genetycznie, jak również wykorzystywany jest ekstrakt z owoców T. daniellii (słodki smak mają jedynie owoce roślin uprawianych w klimacie tropikalnym). Z jednego owocu można otrzymać do 12 mg taumatyny. Smak słodki taumatyny pojawia się z niewielkim opóźnieniem (ok. 15 sekund) i zanika powoli (ok. 30 min).

## Taumatyna w ogórkach transgenicznych
Wprowadzenie genu taumatyny II do ogórka Cucumis sativus L. odmiany Borszczagowski zwiększyło słodki smak owoców dzięki akumulacji taumatyny. Ponadto niektóre linie transgeniczne wykazały podwyższoną odporność na mączniaka rzekomego.